# Pierre et Paul
Pierre et Paul és una pel·lícula dramàtica francesa del 1969 dirigida per René Allio. Hi reflexa els estats d'ànim posteriors al maig del 1968. Fou exhibida com a part de la selecció oficial al Festival Internacional de Cinema de Sant Sebastià 1969.

## Sinopsi
Pierre és un jove arquitecte encarregat d'obres en una empresa parisenca. Es casa amb Martine, secretària de l'empresa. La parella espera poder comprar comprar un bonic apartament on s'instal·len de manera rudimentària. Però Paul, el pare de Pierre, mor sobtadament d'una malaltia inesperada i Pierre s'arrossega en uns funerals sumptuosos. Després recull la seva mare a l'apartament que finalment compra amb crèdit. Totes les seves càrregues pesen molt en el seu pressupost i la seva vida no és més que una gestió de dificultats materials. Quan es produeixen els incidents del maig del 1968 acaba psicològicament pertorbat fins al punt que el vespre decideix carregar el seu fusell per disparar als vianants de davant casa seva. És internat ràpidament en un entorn hospitalari.

## Repartiment
- Pierre Mondy: Pierre
- Robert Juillard: Paul
- Bulle Ogier: Martine
- Madeleine Barbulée: Mathilde, la mare
- Hélène Vincent: Michèle
- René Bouloc: Michel
- Francis Girod: Levasseur
- Philippe Moreau: Trabon
- Fred Personne: Auvray
- Alice Reichen: la tante
- Christiane Rorato: la secretària
- Pierre Santini: Moran
- Vania Vilers: el doctor Sergent